# شکوه یک زندگی
سریال شکوه یک زندگی محصول سال ۱۳۹۶ به کارگردانی رضا بهشتی و تهیه کنندگی امیر عباس کنی در تکریم خانواده شهدا و جاوید الاثر در گروه فیلم و سریال شبکه دو سیما در روستای غریب محله بهشهر تصویربرداری شد این سریال در ۱۸ قسمت تهیه و تولید شده‌است.

## خلاصه داستان
قصه داستان در بستر زندگی خانواده‌های جاویدالاثر شکل می‌گیرد. این فیلم در فضای دهه ۶۰ هجری شمسی روایت شده‌است و پخش آن به مناسبت هفته دفاع مقدس بوده‌است زیرا بخش عمده‌ای از داستان فیلم متعلق به دوران دفاع مقدس به ویژه عملیات خیبر می‌باشد. نارگل از یک خانواده ثروتمند است که در بهشهر زندگی می‌کند. او در کودکی مادر خود را از دست داده‌ است و با پدر و نامادری خود زندگی می‌کند. نارگل دو خاستگار به نام‌های شهروز و یحیی دارد که در نهایت با یحیی که معلم جوان روستایی در شمال کشور است ازدواج می‌کند که به عنوان نیروی داوطلب عازم میدان جنگ است در این هنگام که نارگل دو فرزند دارد و بعد از مدتی متوجه بارداری فرزند سومش می‌شود خبر شهادت و مفقودالاثری یحیی می‌رسد. شهرروز که تا زمان پیری به نارگل فکر می‌کند به همراه خواهرش که نامادری نارگل است اموال او را بالا می‌کشند و دردسرهایی در این مسیر برایشان پیش می‌آید.
نارگل برای پیدا کردن همسرش به مناطق عملیاتی دفاع مقدس می‌رود و سالها به تنهایی بار زندگی خود و فرزندانشان را به دوش می‌کشند و شکوهِ یک زندگی را به نمایش گذاشتند.
قصه این سریال بر اساس زندگی هیچ‌کدام از شهدا نیست و در ابتدا در فیلمنامه اسم معلم شهید یحیی رحمتی انتخاب شده بود اما پس از آمدن به روستای غریب محله بهشهر متوجه شدیم که شهیدی با نام یحیی اکبری در این روستا وجود دارد و به دلیل احترام به این شهید، نام نقش معلم سریال به این نام تغییر یافت اما هیچ تشابهی میان زندگی آن‌ها وجود ندارد.

## بازیگران
| بازیگر           | نقش                              |
| ---------------- | -------------------------------- |
| عبدالرضا اکبری   | ناصر پدر نارگل                   |
| بیتا سحرخیز      | نارگل                            |
| مزدک رستمی       | شهروز خاستگار نارگل              |
| حسام محمودی      | یحیی همسر نارگل                  |
| نازنین فراهانی   | حلما دوست صمیمی نارگل            |
| مریم کاظمی       | شهلا خواهر شهروز و نامادری نارگل |
| طوفان مهردادیان  | بهرام عمو همسر حلما              |
| الهام جعفرنژاد   | نجمه در بزرگسالی                 |
| ساقی زینتی       | طاهره مادر یحیی                  |
| کوروش سلیمانی    | علی در بزرگسالی                  |
| مهری آل آقا      | سامیه                            |
| امیر بابازاده    | عباس برادر یحیی                  |
| رجبعلی بریمانی   | خسرو بنکدار وکیل ناصر            |
| سیدحسن حسینی     | علی در کودکی                     |
| هوشنگ رضایی      | اوس مهدی                         |
| ژیلا شاهی        | زینت                             |
| فاطمه شکری       | زن آذری‌زبان                      |
| سوگل طهماسبی     | وارش دختر نارگل و یحیی           |
| ابراهیم عمادی    | مش رضا                           |
| رحمان غلامی      | گل مراد                          |
| نیلوفر غلامی     | نجمه در کودکی                    |
| افسانه ناصری     | خانم اسدزاده                     |
| مینا نوروزی      | خانم سعیدی                       |
| سعدالله ولی زاده | حاج آقا صابری                    |